# Ајртон Свини
Ајртон Свини (енгл. Ayrton Sweeney; Кејптаун, 11. мај 1993) јужноафрички је пливач чија специјалност су трке мешовитим стилом.

## Каријера
Свини је дебитовао на међународној сцени током 2014. наступајући на такмичењима светског купа.
На светским првенствима је дебитовао у Казању 2015. где је у дисциплини 200 прсно заузео тек 33. место у квалификацијама.
Такмичио се и на СП 2017. у Будимпешти (32. место на 200 мешовито и 20. место на 400 мешовито) и СП 2019. у Квангџуу (19. место на 400 мешовито).
Био је члан репрезентације Јужне Африке на Играма Комонвелта 2018. у аустралијском Голд Коусту где је заузео високо четврто место у трци на 400 мешовито.